# Meri (Cameroun)
Pour les articles homonymes, voir Meri.
Meri est une commune du Cameroun située dans la région de l'Extrême-Nord et le département du Diamaré.Créé en 1954, c'est un arrondissement qui comporte 10 cantons: Meri, Douvangar, Douroum, Ouazzang, Kalliao, Doulek, Godola,Tchere, Mbozo et Manbang. À la tête de chaque canton se trouve un chef de 2e degré.

## Population
Lors du recensement de 2005, la commune comptait 86 834 habitants, dont 2 982 pour Meri Ville.
Les populations les plus représentées sont les Mofu ((autochtones)), les Guiziga et les Peuls.

## Structure administrative de la commune
Outre la ville de Meri proprement dite, la commune comprend notamment les villages suivants :
- Bezel
- Bezeldangar
- Bilguim
- Boutoum Fedem
- Dakatak
- Dalbaye
- Dalkondo
- Debi Foulbe
- Debi Moufou
- Djebe
- Dogba Alhadji
- Dogba Deleng
- Doubagoudo
- Doulek Centre
- Dourga
- Dourga Bamguel
- Douvangar
- Foula
- Gabaga
- Gabou
- Gada I
- Gadagalao
- Gadjouway
- Godola Garre
- Godola Hossere
- Goli
- Goulmoko
- Goulmoyo
- Guirmedeo
- Guivel (Meri)
- Guivel (Douroum)
- Hadao
- Hadaoure
- Hodouvou
- Houloum Guiziga
- Kakata
- Kalliao
- Katchounga
- Keleke
- Kilwo
- Kodjoleo
- Kousdai I
- Lamordé
- Louggol Garga
- Madentéré
- Magawa
- Makabaye
- Maksal
- Maldang
- Maldoua
- Mambang
- Mangaf
- Manguirda
- Manzala
- Markaba
- Matakavaye
- Matcharay
- Mayak
- Mayel Ndadi
- Mbalak
- Mbalewa
- Mbozo
- Meftek
- Menguer
- Meri Guema
- Metcheket
- Mezed
- Mikiri
- Minglia
- Mogazang
- Mogordom
- Mohol
- Mokouzek
- Momigou Bladi
- Motorsolo
- Moundour
- Mozogoye
- Ndanedjam
- Ndiam Tcholli
- Ndoloko
- Ndougour
- Ngamassaye
- Ngassa
- Ngoktof
- Ngomebley
- Ngomerey
- Ngozei
- Ngozemey
- Nguissar
- Outergass
- Petodje
- Tchabawol
- Tchakidjebe
- Tchéré
- Tchéré Aboussang
- Toukov
- Vezet
- Wele
- Winde Ganki
- Wouro Sissi
- Woze
- Zakalliao
- Zala Foulbe
- Zala Guiziga
- Zandai
- Zigdenleng
- Zop
- Zouval